# Rachel Hautot
Rachel Hautot, née Lucy Rachel Ludivine Hautot le 20 septembre 1882 à Fermanville (Manche) et morte le 29 décembre 1935 à Tunis est une sculptrice française.

## Biographie
Fille de Jules Hyacinthe Hautot, contrôleur des Postes à Paris et originaire de Fermanville, Rachel Hautot est placée à cinq ans, après la mort de sa mère, en pension chez les sœurs de la Bucaille à Cherbourg, où sa tante est religieuse.
Elle entre en 1906 à l'École des Beaux-Arts de Paris où elle suit pendant six ans les cours du sculpteur Laurent Marqueste grâce à une bourse du Conseil général de la Manche. En 1912, elle reçoit le prix Chenavart pour son nu féminin La Mélancolie qu'elle expose au Salon des artistes français. Elle obtient alors une bourse d'études de la Société coloniale des artistes français qui lui permet de faire un premier séjour en Tunisie en novembre et décembre 1912. Les travaux qu'elle ramène de son voyage sont exposés au Salon des orientalistes en 1913, année où elle est également récompensée par l'Académie des Beaux-Arts.
Elle s'installe ensuite définitivement à Tunis dont son œuvre s'inspire fortement, tout en gardant un atelier à Paris et en conservant des liens avec le Cotentin. Elle enseigne la sculpture au lycée Carnot de Tunis à partir de 1920 et le gouvernement tunisien la décore du Nichan Iftikhar. Elle honore des commandes tunisiennes, tel que les bustes des présidents Fabry et Berge pour le palais de justice de la capitale, le monument aux morts musulmans de la Première Guerre mondiale et le fronton de l'immeuble des Douanes. En France, sa présence à l'exposition de 1919 au Grand Palais et au Salon des artistes français de 1920 avec le Vieil Arabe et La Bédouine et ses deux enfants, sa nomination en tant qu'officier d'académie en 1922 et sa médaille d'or à l'Exposition nationale coloniale de Marseille la même année confirme sa reconnaissance.
Le 29 décembre 1935, on la retrouve assassinée dans son atelier de Tunis ; son meurtrier n'a jamais été identifié.
Son frère Georges Hautot (1887-1963) se rend célèbre en sa qualité de dessinateur humoriste.

Œuvres de Rachel Hautot
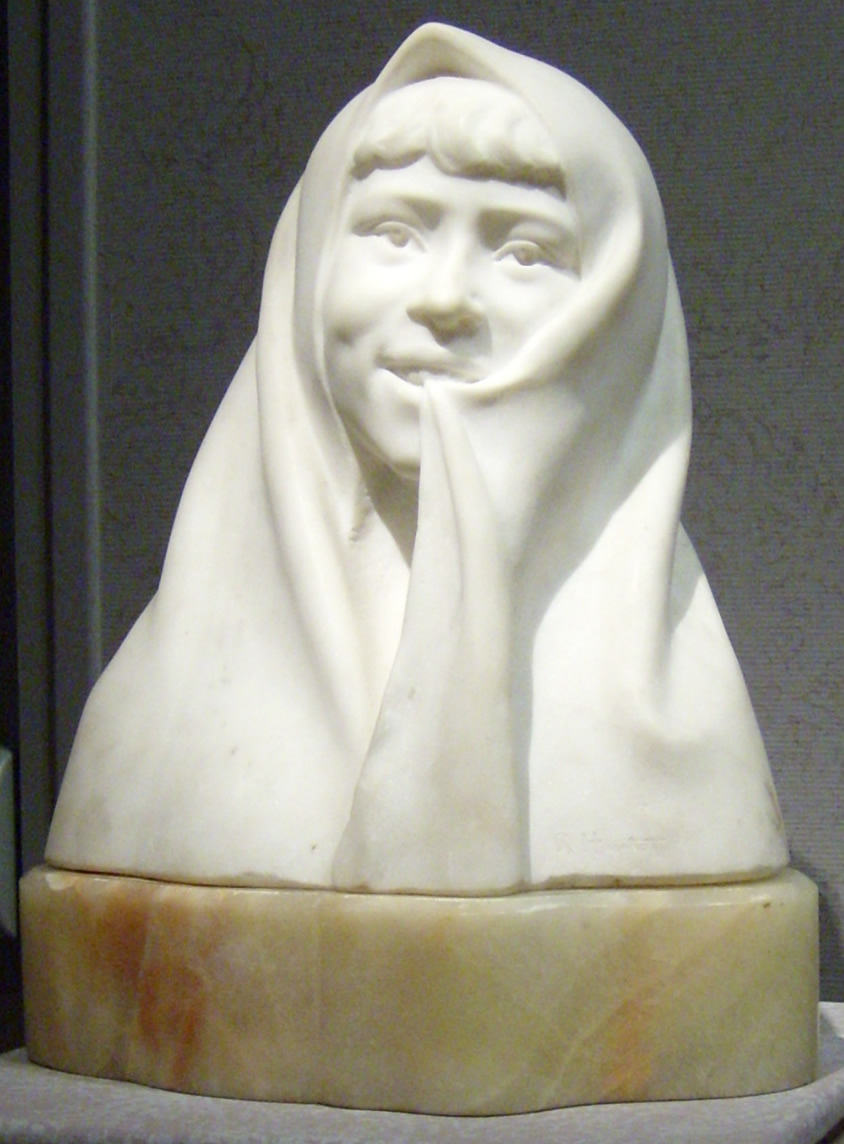
Jeune fille retenant son voile, Cherbourg-Octeville, musée Thomas-Henry.
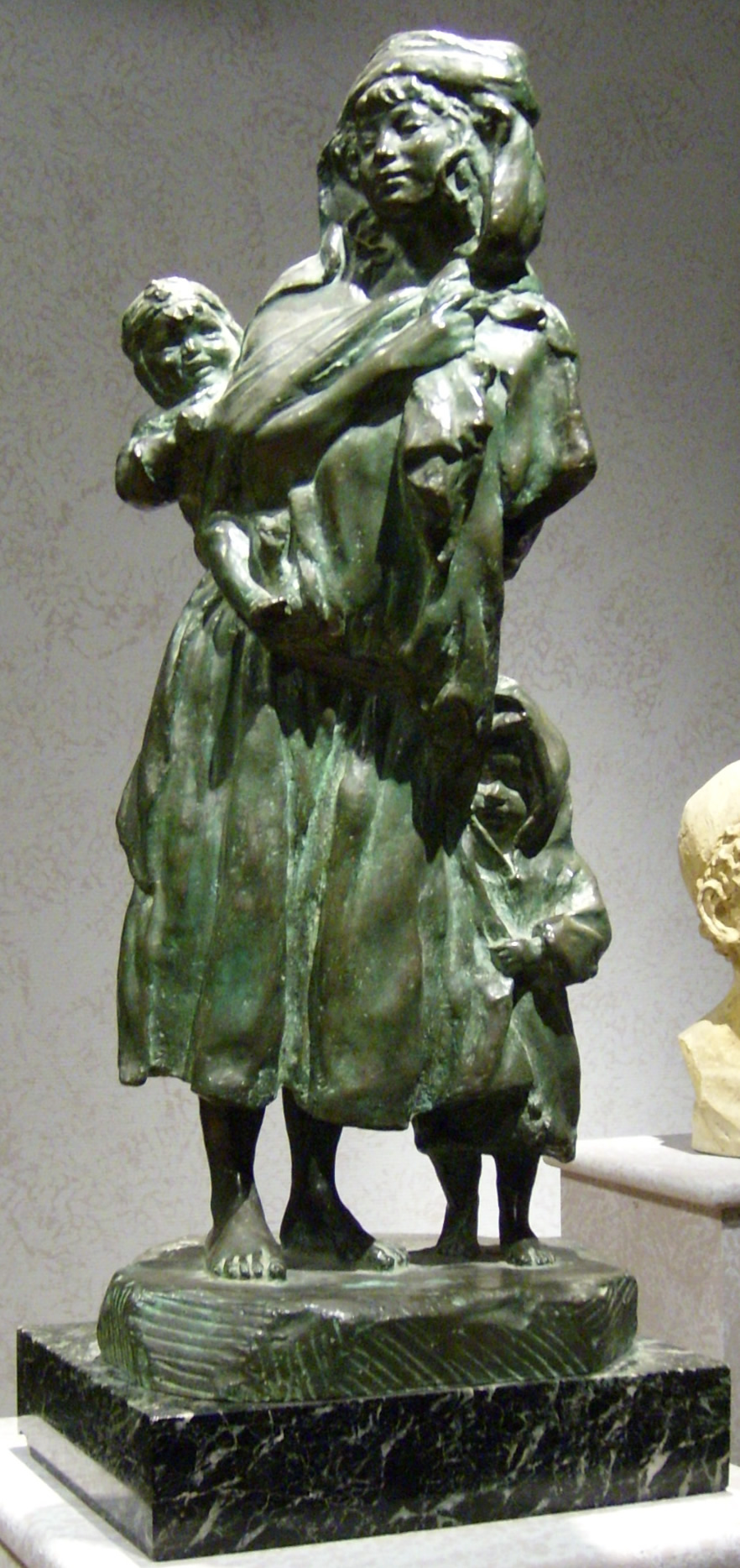
Femme avec un enfant et un bébé, Cherbourg-Octeville, musée Thomas-Henry.
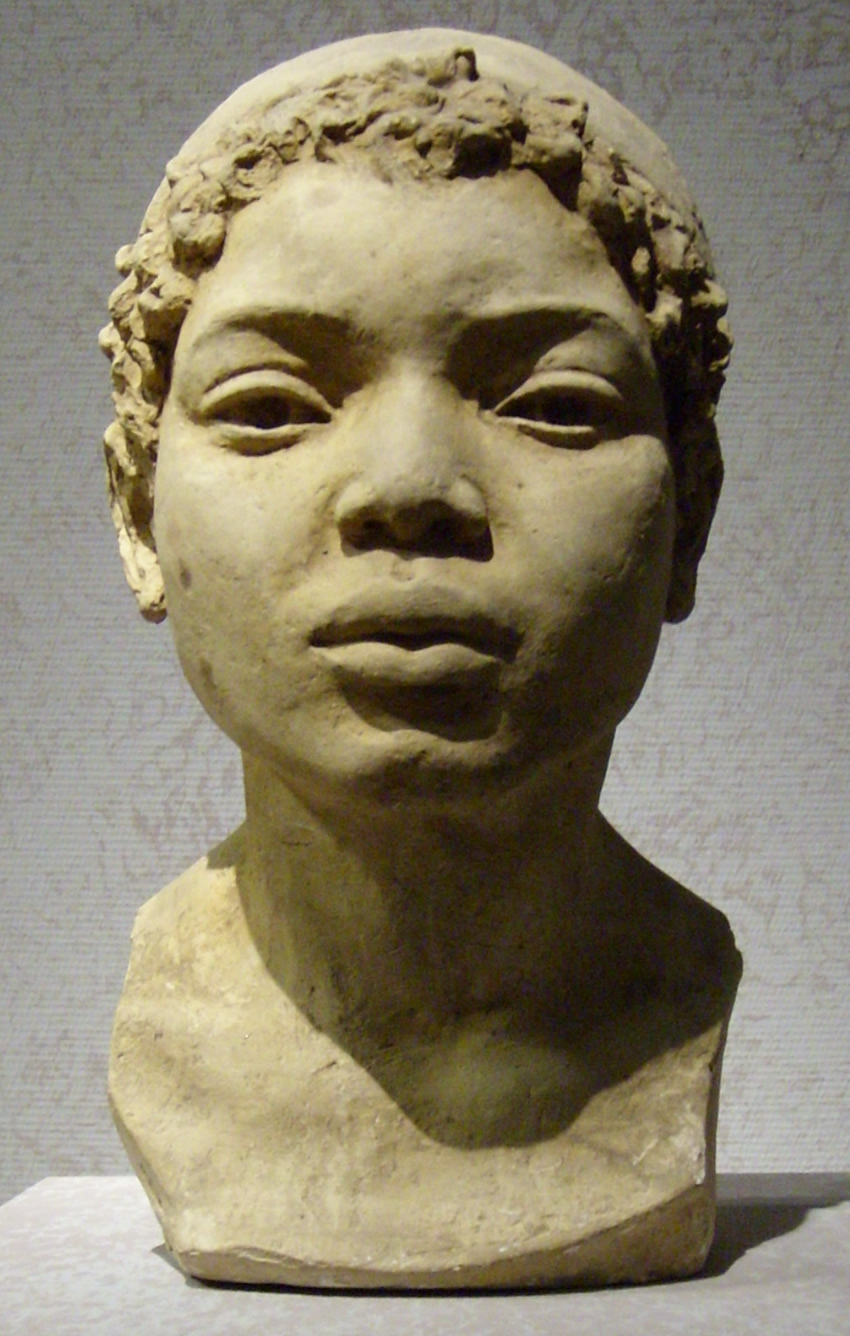
Tête d'enfant africain, Cherbourg-Octeville, musée Thomas-Henry.